# Al-Biyah
al-Biyah (tiếng Ả Rập: البيه) là một ngôi làng Syria nằm trong phó huyện Hirbnafsah ở huyện Hama. Theo Cục Thống kê Trung ương Syria (CBS), al-Biyah có dân số 1.703 trong cuộc điều tra dân số năm 2004.